# Archiargiolestes pusillus
Archiargiolestes pusillus là loài chuồn chuồn trong họ Argiolestidae. Loài này được Tillyard mô tả khoa học đầu tiên năm 1908.

## Hình ảnh

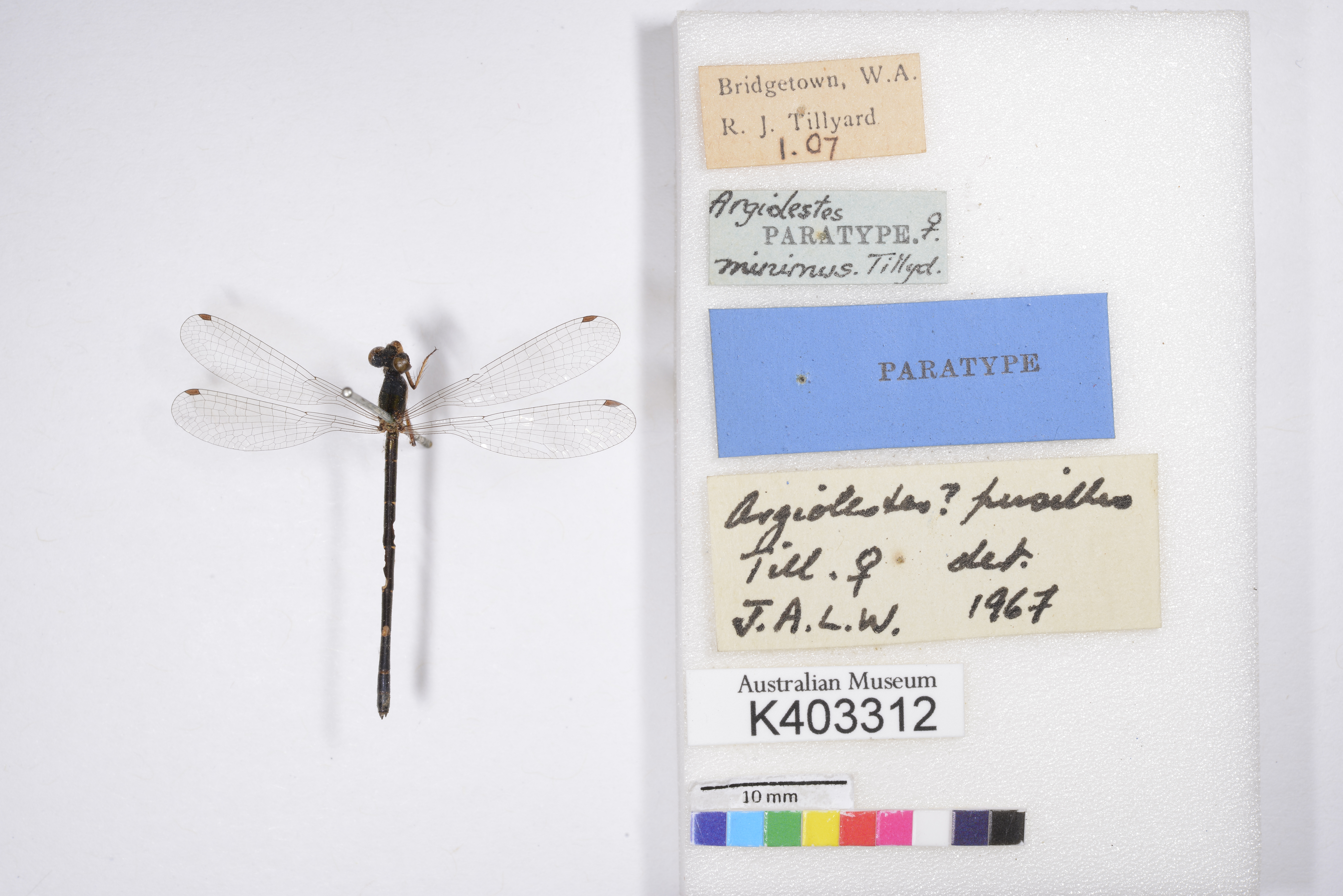